# Copa togolesa de futbol
La copa togolesa de futbol (Coupe du Togo) és la màxima competició futbolística per eliminatòries de Togo i segona en importància després de la lliga. És organitzada per la Fédération Togolaise de Football. Es disputa des de 1955.

## Historial
Font:

### Abans de la independència
- 1944: Modèle Lomé
- 1955: Essor (Lomé)
- 1956: Etoile Filante de Lomé
- 1958: Etoile Filante de Lomé

### Des de la independència
- 1961: Etoile Filante de Lomé
- 1962-1973: Desconegut
- 1974: Omnisports (Atakpamé)
- 1975: ASKO Kara (Kara)
- 1976: ASKO Kara (Kara)
- 1977: Edan (Lomé)
- 1978: No es disputà
- 1979: OC Agaza (Lomé)
- 1980: AC Semassi FC (Sokodé)
- 1981: OC Agaza (Lomé) 1-0 Aiglons (Lomé)
- 1982: AC Semassi FC (Sokodé) 1-0 OC Agaza (Lomé)
- 1983: No es disputà
- 1984: OC Agaza (Lomé) 0-0 (3 penals a 0) ASFOSA (Lomé)
- 1985: Foadam (Dapaong) 1-0 Doumbé FC (Sansanné-Mango)
- 1986: Entente 2 (Lomé) 2-0 ASKO Kara (Kara)
- 1987: ASKO Kara (Kara) 2-1 AC Sémassi FC (Sokodé)
- 1988: OC Agaza (Lomé) 1-0 Ifodjè (Atakpamé)
- 1989: Entente 2 (Lomé) 1-0 Aiglons (Lomé)
- 1990: AC Semassi FC (Sokodé) 2-1 Entente 2 (Lomé)
- 1991-1993: No es disputà
- 1994: Etoile Filante de Lomé 3-2 OC Agaza (Lomé)
- 1995: ASKO Kara (Kara) 1-0 AC Semassi FC (Sokodé)
- 1996: Doumbé FC (Sansanné-Mango) 2-1 Etoile Filante de Lomé
- 1997-1998: No es disputà
- 1999: OC Agaza (Lomé) 1-0 Entente 2 (Lomé)
- 2000: Desconegut
- 2001: Dynamic Togolais (Lomé) 3-0 Sara Sport (Bafilo)
- 2002: Dynamic Togolais (Lomé) 2-0 Doumbé FC (Sansanné-Mango)
- 2003: Maranatha FC (Fiokpo)
- 2004: AS Douane (Lomé) 2-1 Foadam (Dapaong)
- 2005: Dynamic Togolais (Lomé) 1-0 OC Agaza (Lomé)
- 2006: AS Togo-Port (Lomé) 1-1 (5 penals a 4) ASKO Kara

Coupe de l'Indépendance
- 2016: US Koroki (Tchamba) 1-1 AS Togo-Port (Lomé) [5-3 pen]
- 2017: AS Togo-Port (Lomé) 3-0 Maranatha F.C. (Fiokpo)
- 2018: Gomido FC (Kpalimé) 3-0 US Koroki (Tchamba)
- 2019: ASKO Kara (Kara) 3-1 Ifodjè FC (Atakpamé)

Coupe Nationale
- 2018: Gomido FC (Kpalimé) 3-0 Dynamic Togolais (Lomé)
- 2019: No es disputà